# Matiguás
Matiguas est une municipalité nicaraguayenne du département de Matagalpa au Nicaragua.